# The Life of Vergie Winters
The Life of Vergie Winters ist ein US-amerikanisches Melodrama mit Ann Harding. Der Film ist ein typisches Beispiel für die Confession Tales. Die Uraufführung war am 14. Juni 1934. 

## Handlung
Die junge Vergie Winters verliebt sich 1910 in den attraktiven John Shadwell, der aus einer Familie der besseren Gesellschaft kommt. Seine Verwandten bringen die Beziehung auseinander und John heiratet standesgemäß die kaltherzige Laura. Vergie ist mittlerweile schwanger von John geworden und gibt ihr Kind John und Laura zur Adoption. Immer wieder bietet John Vergie die Scheidung an, doch diese verzichtet nobel und wohlerzogen darauf, ihr Glück auf den Trümmern einer gescheiterten Beziehung aufzubauen. Stattdessen wird sie die erfolgreiche Inhaberin eines eleganten Modesalons und zählt bald die allerbeste Gesellschaft zu ihren Kundinnen. John unterhält über all die Jahre weiterhin eine Beziehung zu Vergie und versucht gleichzeitig, alles in seiner Macht stehende, um Laura doch noch zur Scheidung zu bewegen. Als er endlich ein Druckmittel gefunden hat, um seine Frau loszuwerden, erschießt ihn diese in einem Anfall von Eifersucht. Aus unerklärlichen Gründen übernimmt Vergie Winters die Schuld auf sich und geht an Stelle von Laura ins Gefängnis. Erst auf dem Sterbebett gesteht Laura Jahre später die wahren Hintergründe und Vergie kann endlich ihre Tochter in die Arme schließen. 

## Hintergrund
Filme wie The Life of Vergie Winters gehörten seit Beginn der Tonfilmära zum Standardrepertoire jeden Studios. Die Produktionen, confession tales (Bekenntnisfilme), schilderten das Leiden von Frauen, die an den falschen Mann geraten waren und all die Probleme, die sich nach der gescheiterten Beziehung auftaten. Sehr häufig war die Heldin schwanger, aber unverheiratet. Um sich und das Kind ernähren zu können, blieb ihr entweder die Wahl, Prostituierte zu werden, so wie Helen Hayes in Die Sünde der Madelon Claudet oder Marlene Dietrich in Blonde Venus. Oder sie gab ihr Kind zur Adoption frei, wie Ann Harding in Devotion von 1932 oder Gallant Lady von 1934, Barbara Stanwyck in Stella Dallas oder Kay Francis in The House on 56th Street. 
Allen Filmen war gemeinsam, dass sie die Frauen meist als selbstbewusste Charaktere zeigten, die ihr Schicksal aktiv angingen und sich bemühten, einen Ausweg aus der scheinbar hoffnungslosen Lage zu finden. Besonders wichtig war es dabei, die Heldin mit einem Höchstmaß an Glamour zu versehen und ihr für jede Einstellung eine neue, aufwändige Garderobe zu geben. Logik und Glaubwürdigkeit der Geschichte blieben dabei mitunter auf der Strecke, wenn die Heldin zwar vor Hunger fast starb, aber trotzdem einen Pelzmantel und Kleider aus Samt oder Lamé trug.

## Kinoauswertung
Die Produktionskosten beliefen sich auf 331.000 US-Dollar, denen am Ende Gesamteinnahmen in Höhe von 654.000 US-Dollar gegenüberstanden. Das Studio realisierte am Ende einen Gewinn von 84.000 US-Dollar.